# Leonardo Raúl Villa
Leonardo Raúl Villa (Santa Fe, 3 marzo 1985) è un calciatore argentino, centrocampista del Waterside Karori.

## Carriera
Ha giocato nelle giovanili del Venezia, club con il quale nella stagione 2004-2005 ha esordito nel calcio professionistico: in questa sua prima stagione disputa 5 partite nel campionato di Serie B ed una partita in Coppa Italia. A fine stagione dopo la retrocessione in Serie C1 dei lagunari passa alla Triestina, con la quale nella stagione 2005-2006 gioca un'ulteriore partita in Serie B oltre ad alcune partite nella Primavera dei giuliani. Passa poi al Cittadella, con cui nella stagione 2006-2007 gioca 2 partite in Serie C1; nella stagione 2007-2008 veste invece la maglia dei calabresi della Vibonese, impegnati in Serie C2. Per la prima volta dal suo arrivo in Italia viene impiegato frequentemente tra i titolari, giocando 20 partite di campionato più altre 2 nei play-out, al termine dei quali la Vibonese ottiene la salvezza a danno dell'Andria BAT e viene ammessa alla nascente Lega Pro Seconda Divisione. Nell'estate del 2008 Villa cambia nuovamente maglia, accasandosi questa volta ai veneti del Rovigo: con i biancazzurri nella stagione 2008-2009 gioca 29 partite nel campionato di Lega Pro Seconda Divisione, nel quale segna anche 3 reti, le sue prime in campionati professionistici; a fine anno il Rovigo retrocede in Serie D. Milita poi nell'Ischia, cambiando quindi maglia per la sesta volta in sei stagioni in Italia; con i campani disputa 5 partite nel campionato di Serie D.
Dal 2013 al 2015 gioca all'Aprendices Casildeses, squadra della terza divisione argentina, con la quale tra il 2013 ed il 2015 gioca in totale 16 partite e realizza anche una rete; dal gennaio al luglio del 2015 milita nei neozelandesi del Waterside Karori. Nell'estate del 2015 passa poi al Wellington United, con cui nel 2015 segna un gol in 12 partite nel campionato neozelandese, più altre 2 partite nei play-off, una nella Coppa nazionale neozelandese e 5 partite nella OFC Champions League 2016; in questa stagione vince inoltre il campionato neozelandese. In seguito ha giocato ulteriori 7 partite in OFC Champions League, con anche un gol segnato.

## Palmarès

### Club

#### Competizioni nazionali
- New Zealand Football Championship: 1

Team Wellington: 2015-2016